# Pamięć magnetostrykcyjna

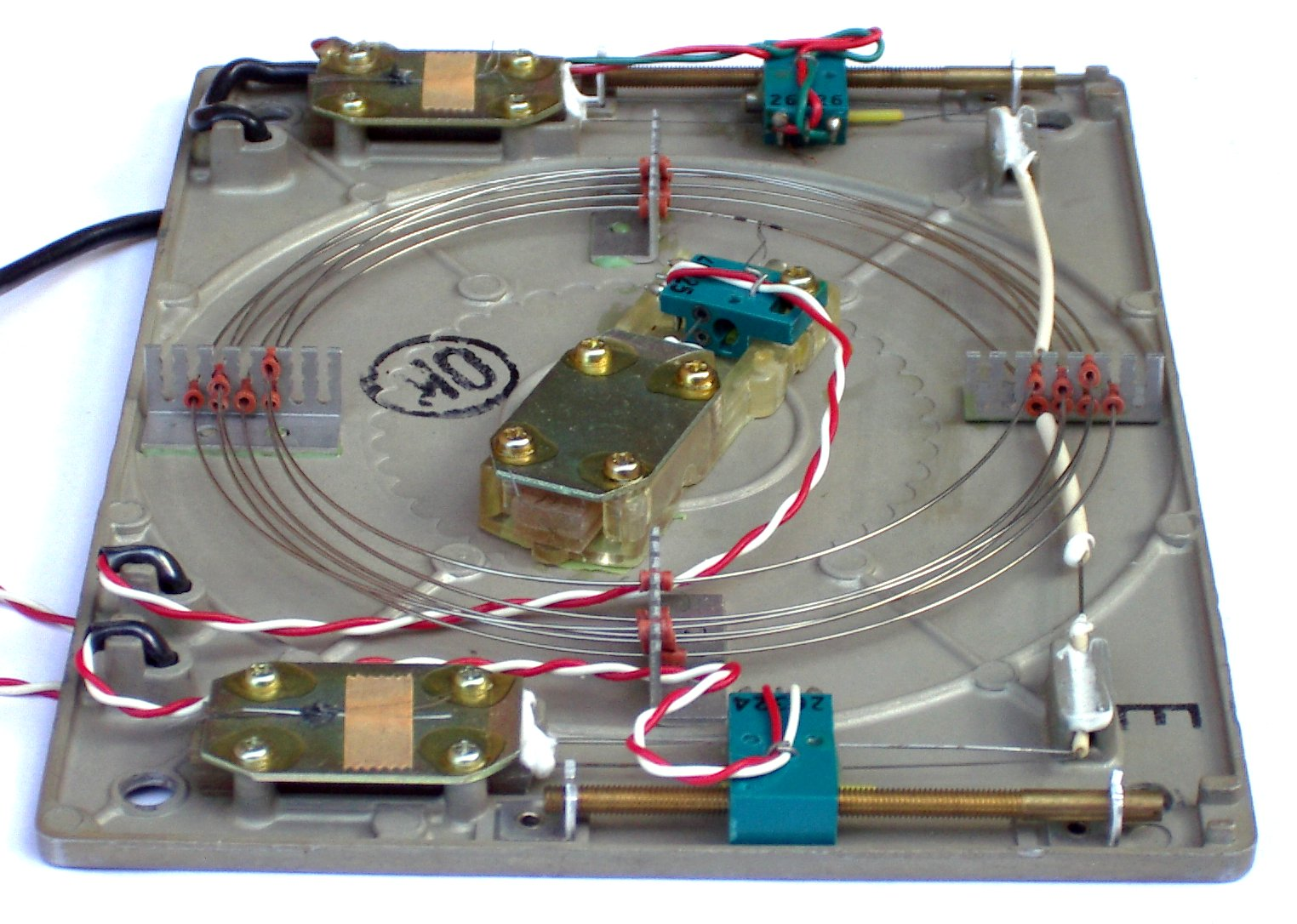
Pamięć z linią opóźniającą o drganiach skrętnych

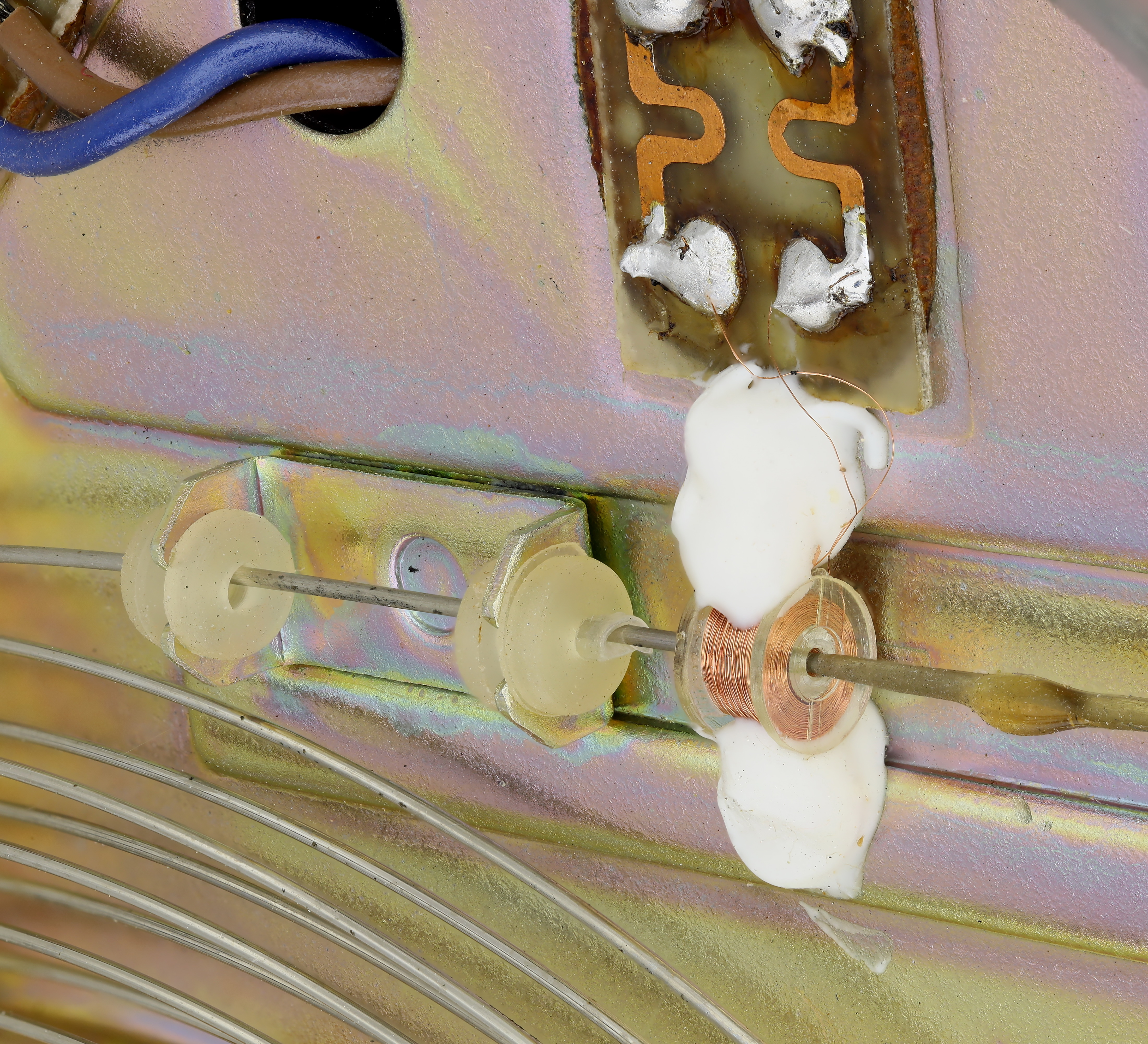
Przetwornik elektroakustyczny linii opóźniającej o drganiach wzdłużnych, pamięci kalkulatora Sony SOBAX ICC-400W

Pamięć magnetostrykcyjna to rodzaj pamięci operacyjnej, odmiana pamięci na akustycznych liniach opóźniających. Nazwa pochodzi od zasady działania przetworników elektroakustycznych.
Pamięci o pojemności jednego słowa stosowano jako rejestry w komputerach szeregowych.
W pamięci tej wyeliminowano kłopoty z nieszczelnościami i groźbą zatrucia rtęcią w pamięci rtęciowej.

## Zasada działania
Przechowywaną informacją jest przesuwające się wzdłuż drutu odkształcenie sprężyste.
Działanie pamięci magnetostrykcyjnej opiera się na fakcie, że prędkość rozchodzenia się każdej fali akustycznej (także ultradźwięków) przez metal jest znacznie mniejsza od szybkości rozchodzenia się fal elektromagnetycznych i impulsów elektrycznych, co znakomicie nadawało się do budowy linii opóźniających.
Z informatycznego punktu widzenia był to rejestr przesuwający, inaczej kolejka (FIFO) z krążącą ze stałą prędkością informacją.

## Konstrukcja
Pamięć tego typu skonstruowana była jako zbiór spiralnych linii opóźniających wykonanych z drutu metalowego. 
Po jednej stronie każdej ze spiral znajdował się przetwornik elektroakustyczny – generator ultradźwięków, a po drugiej – drugi przetwornik, odbiornik. Impulsy elektryczne zmieniane były w głowicy nadawczej w ultradźwiękowe drgania skrętne, które po drugiej stronie spirali przetwarzane były z powrotem na impulsy elektryczne, które ponownie uruchamiały nadajnik ultradźwięków. Uzyskane w ten sposób opóźnienie umożliwiało zapamiętanie. Innymi słowy poszczególne bity pamięci przechowywane były w spirali w postaci pojedynczego zaburzenia falą akustyczną. W jednej spirali „mieściło się” więcej niż jedno zaburzenie, w trakcie przemieszczania się fali głowica nadawcza generowała kolejne impulsy.
Przetworniki elektroakustyczne wykorzystywały magnetostrykcję prętów niklowych. Przetwornik składał się z umieszczonego w cewce pręta niklowego zamocowanego stycznie do linii opóźniających. W nadajniku wywołane prądem w cewce zmiany wymiarów niklu przenosiły się na linie opóźniającą. W odbiorniku występowało zjawisko odwrotne.

## Eksploatacja
Pamięci były tanie i łatwe w produkcji, ale kłopotliwe w eksploatacji – wymagały stałej temperatury lub kompensacji zmian temperatury zmianą  częstotliwości zegara. Ciągły odczyt i zapis powodował ponadto powstawanie błędów.
Pamięci tego rodzaju stosowane były we wczesnych konstrukcjach maszyn liczących w latach sześćdziesiątych XX w., np. w maszynie ZAM-2 z 1961. 
W komputerach szeregowych konkurowała z pamięcią bębnową będąc od niej o rząd wielkości szybszą ale posiadała znacznie mniejszą pojemność.
W dalszym rozwoju komputerów pamięci na liniach opóźniających zostały zastąpione pamięciami ferrytowymi, aż wreszcie – półprzewodnikowymi.

## Przykładowe dane (pamięć komputeraZAM-2)
- częstotliwość: ok. 680 kHz
- pojemność: 512 słów 36 bitowych
- pojemność jednej spirali: 576 bity
- liczba spiral: 32